# Vitrimont
Vitrimont est une commune française située dans le département de Meurthe-et-Moselle, en région Grand Est.

## Géographie
| Anthelupt    |                  | Deuxville    |
|              | Vitrimont        | Lunéville    |
| Damelevières | Mont-sur-Meurthe | Rehainviller |

### Hydrographie
La commune est dans le bassin versant du Rhin au sein du bassin Rhin-Meuse. Elle est drainée par la Vezouze, le ruisseau de Clos Pres et le ruisseau des Carrieres,.
La Vezouze, d'une longueur de 75 km, prend sa source dans la commune de Saint-Sauveur et se jette  dans la Meurthe à Rehainviller, après avoir traversé 24 communes. 

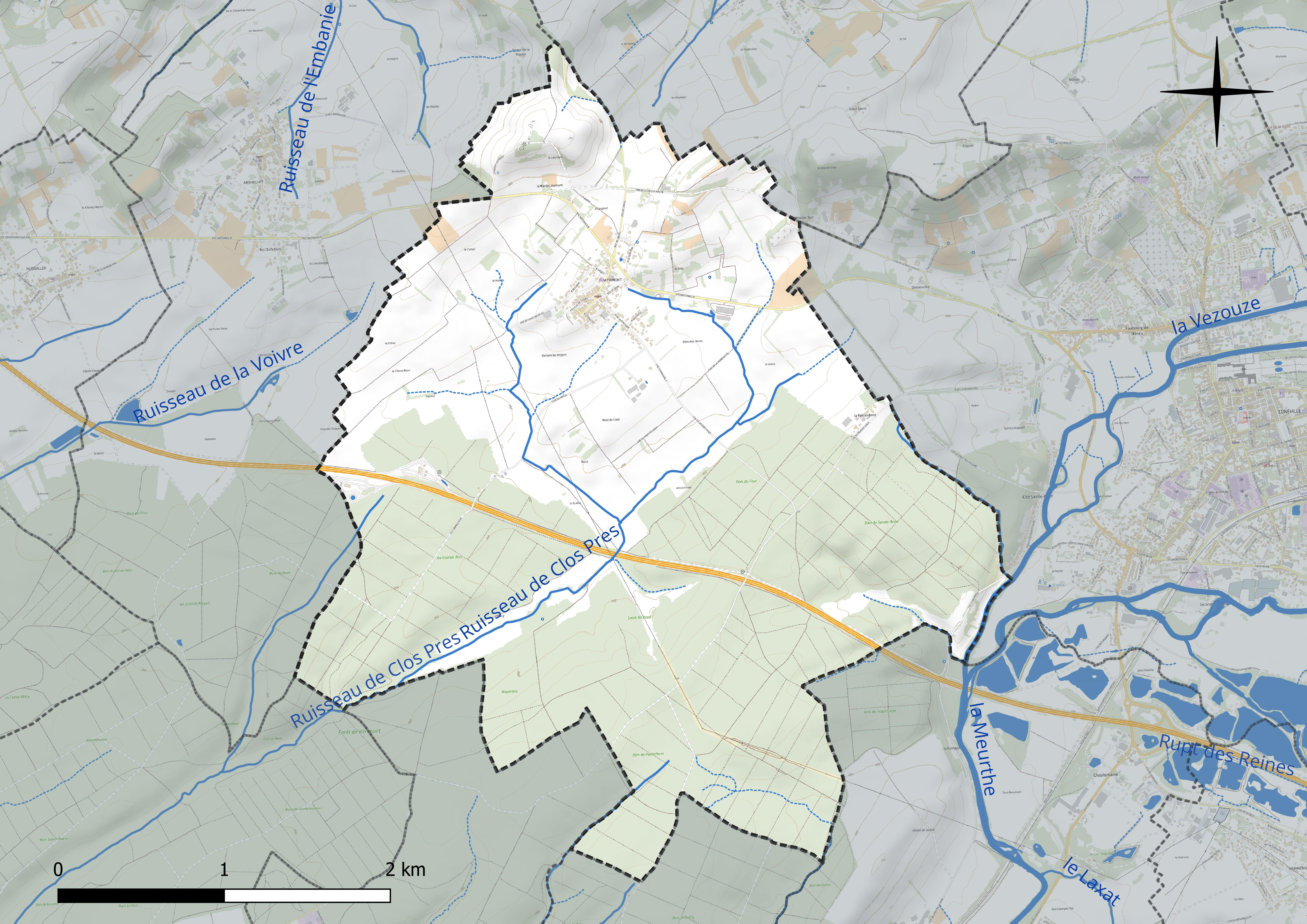
Réseau hydrographique de Vitrimont.

### Climat
Pour des articles plus généraux, voir Climat du Grand Est et Climat de Meurthe-et-Moselle.
En 2010, le climat de la commune est de type climat des marges montargnardes, selon une étude du Centre national de la recherche scientifique s'appuyant sur une série de données couvrant la période 1971-2000. En 2020, Météo-France publie une typologie des climats de la France métropolitaine dans laquelle la commune est exposée à un climat semi-continental et est dans la région climatique  Lorraine, plateau de Langres, Morvan, caractérisée par un hiver rude (1,5 °C), des vents modérés et des brouillards fréquents en automne et hiver. 
Pour la période 1971-2000, la température annuelle moyenne est de 9,6 °C, avec une amplitude thermique annuelle de 17 °C. Le cumul annuel moyen de précipitations est de 809 mm, avec 11,7 jours de précipitations en janvier et 9,5 jours en juillet. Pour la période 1991-2020, la température moyenne annuelle observée sur la station météorologique de Météo-France la plus proche, « Nancy-Essey », sur la commune de Tomblaine à 19 km à vol d'oiseau, est de 11,0 °C et le cumul annuel moyen de précipitations est de 746,3 mm. 
La température maximale relevée sur cette station est de 40,1 °C, atteinte le 24 juillet 2019 ; la température minimale est de −24,8 °C, atteinte le 21 février 1956,,. 
Les paramètres climatiques de la commune ont été estimés pour le milieu du siècle (2041-2070) selon différents scénarios d'émission de gaz à effet de serre à partir des nouvelles projections climatiques de référence DRIAS-2020. Ils sont consultables sur un site dédié publié par Météo-France en novembre 2022.

## Urbanisme

### Typologie
Au 1er janvier 2024, Vitrimont est catégorisée commune rurale à habitat dispersé, selon la nouvelle grille communale de densité à sept niveaux définie par l'Insee en 2022.
Elle est située hors unité urbaine. Par ailleurs la commune fait partie de l'aire d'attraction de Nancy, dont elle est une commune de la couronne,. Cette aire, qui regroupe 353 communes, est catégorisée dans les aires de 200 000 à moins de 700 000 habitants,.

### Occupation des sols
L'occupation des sols de la commune, telle qu'elle ressort de la base de données européenne d’occupation biophysique des sols Corine Land Cover (CLC), est marquée par l'importance des forêts et milieux semi-naturels (55,2 % en 2018), une proportion identique à celle de 1990 (55,2 %). La répartition détaillée en 2018 est la suivante : forêts (55,2 %), prairies (23,8 %), terres arables (11,3 %), zones agricoles hétérogènes (7,4 %), zones urbanisées (2,4 %). L'évolution de l’occupation des sols de la commune et de ses infrastructures peut être observée sur les différentes représentations cartographiques du territoire : la carte de Cassini (XVIIIe siècle), la carte d'état-major (1820-1866) et les cartes ou photos aériennes de l'IGN pour la période actuelle (1950 à aujourd'hui).

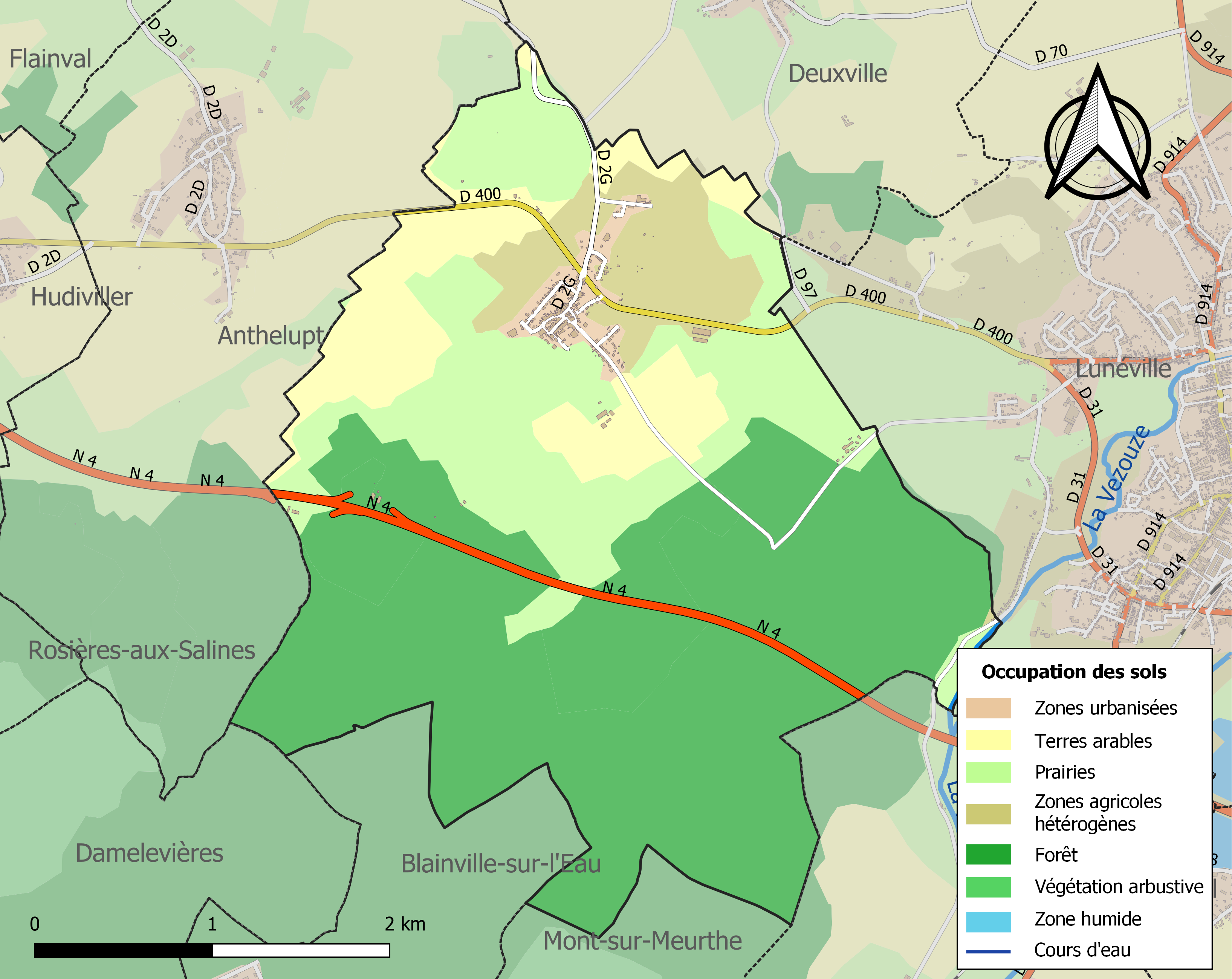
Carte des infrastructures et de l'occupation des sols de la commune en 2018 (CLC).

## Toponymie
Le nom de la localité est attesté sous les formes « Gerardus de Viterimont » (1147) ; Viteremont (1274) ; Veterimont (1315) ; Vetrimont (1348) ; Vitrimons (1491).

## Histoire
Lors de la Première Guerre mondiale, de violents combats eurent lieu dans la commune sur la butte du Léomont du 23 au 29 août 1914.

## Politique et administration
| Période                                  | Période                   | Identité                                      | Étiquette | Qualité |
| ---------------------------------------- | ------------------------- | --------------------------------------------- | --------- | ------- |
| Les données manquantes sont à compléter. |                           |                                               |           |         |
| mars 2001                                | En cours (au 25 mai 2020) | Jacques Pister Réélu pour le mandat 2020-2026 |           |         |

## Population et société

### Démographie
L'évolution du nombre d'habitants est connue à travers les recensements de la population effectués dans la commune depuis 1793. Pour les communes de moins de 10 000 habitants, une enquête de recensement portant sur toute la population est réalisée tous les cinq ans, les populations de référence des années intermédiaires étant quant à elles estimées par interpolation ou extrapolation. Pour la commune, le premier recensement exhaustif entrant dans le cadre du nouveau dispositif a été réalisé en 2007.

En 2022, la commune comptait 387 habitants, en évolution de −3,73 % par rapport à 2016 (Meurthe-et-Moselle : −0,13 %, France hors Mayotte : +2,11 %).
| 1793 | 1800 | 1806 | 1821 | 1831 | 1836 | 1841 | 1846 | 1851 |
| ---- | ---- | ---- | ---- | ---- | ---- | ---- | ---- | ---- |
| 286  | 222  | 336  | 248  | 310  | 380  | 367  | 390  | 384  |

| 1856 | 1861 | 1872 | 1876 | 1881 | 1886 | 1891 | 1896 | 1901 |
| ---- | ---- | ---- | ---- | ---- | ---- | ---- | ---- | ---- |
| 375  | 347  | 327  | 340  | 325  | 304  | 301  | 292  | 287  |

| 1906 | 1911 | 1921 | 1926 | 1931 | 1936 | 1946 | 1954 | 1962 |
| ---- | ---- | ---- | ---- | ---- | ---- | ---- | ---- | ---- |
| 282  | 265  | 200  | 196  | 192  | 184  | 181  | 196  | 183  |

| 1968 | 1975 | 1982 | 1990 | 1999 | 2006 | 2007 | 2012 | 2017 |
| ---- | ---- | ---- | ---- | ---- | ---- | ---- | ---- | ---- |
| 208  | 263  | 307  | 324  | 356  | 363  | 364  | 393  | 401  |

| 2022 | - | - | - | - | - | - | - | - |
| ---- | - | - | - | - | - | - | - | - |
| 387  | - | - | - | - | - | - | - | - |

## Culture locale et patrimoine

### Lieux et monuments

#### Édifices civils

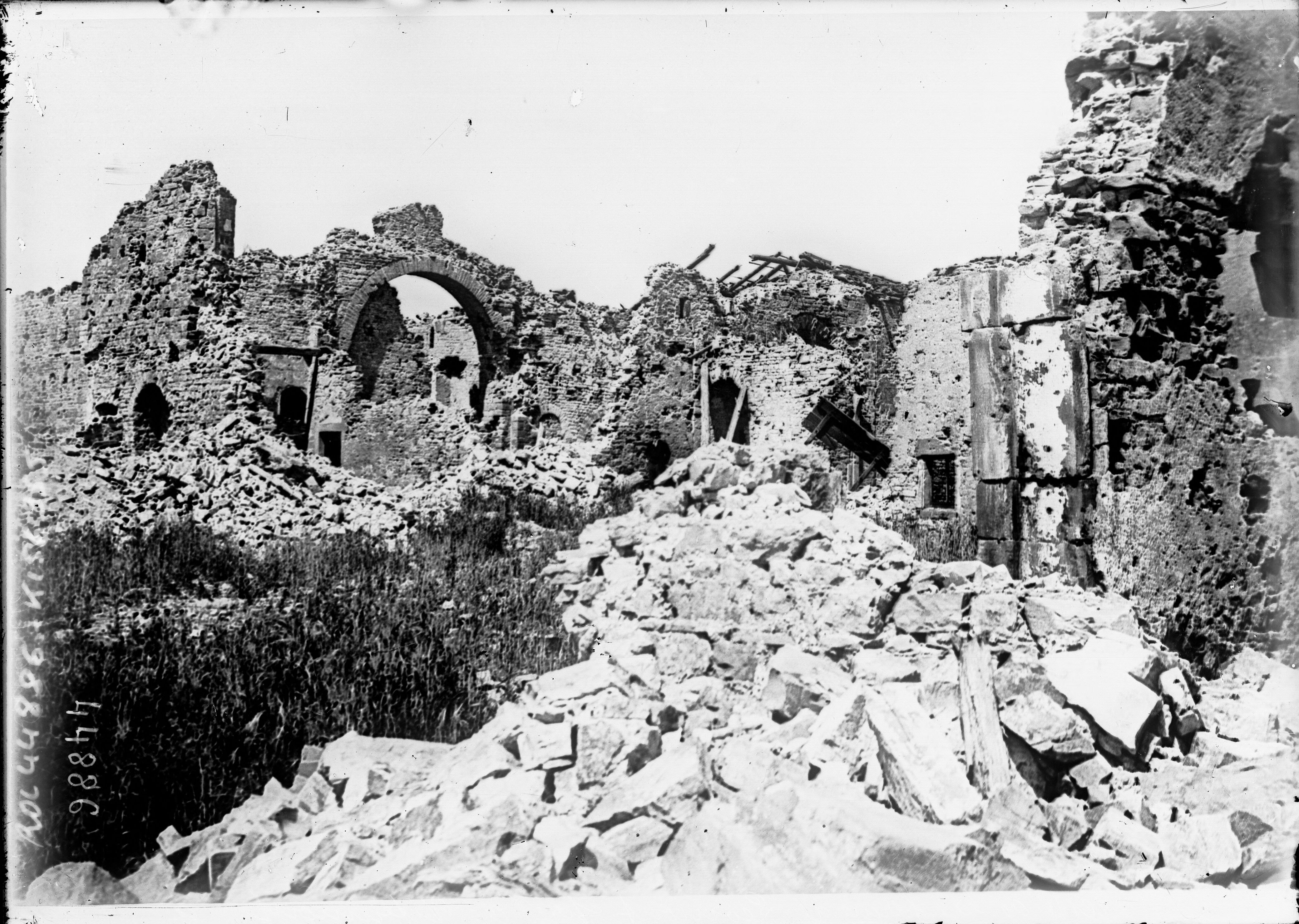
Ruine de la ferme de Léomont.

- Emplacement de l'ancienne ferme de Léomont, probablement élevée sur un temple de Diane ; des ex-voto divers avec ou sans inscriptions y ont été trouvés : une jambe de bronze est conservée au Musée lorrain à Nancy.
- Maison forte du XVIe siècle, remaniée au XVIIIe siècle.
- Ancienne faisanderie XVIIIe siècle du duc François III, reconstruite au XIXe siècle, détruite en 1914, reconstruite.
- Monument du Léomont (1922) par Gaston Broquet, sur la butte du Léomont, en mémoire de la division de fer. Détruite en 1940 par l'occupant allemand, la statue du poilu fut restituée à l'identique en 1950 par le sculpteur nancéien Jacq Orlande-Sinapi[22].

#### Édifices religieux

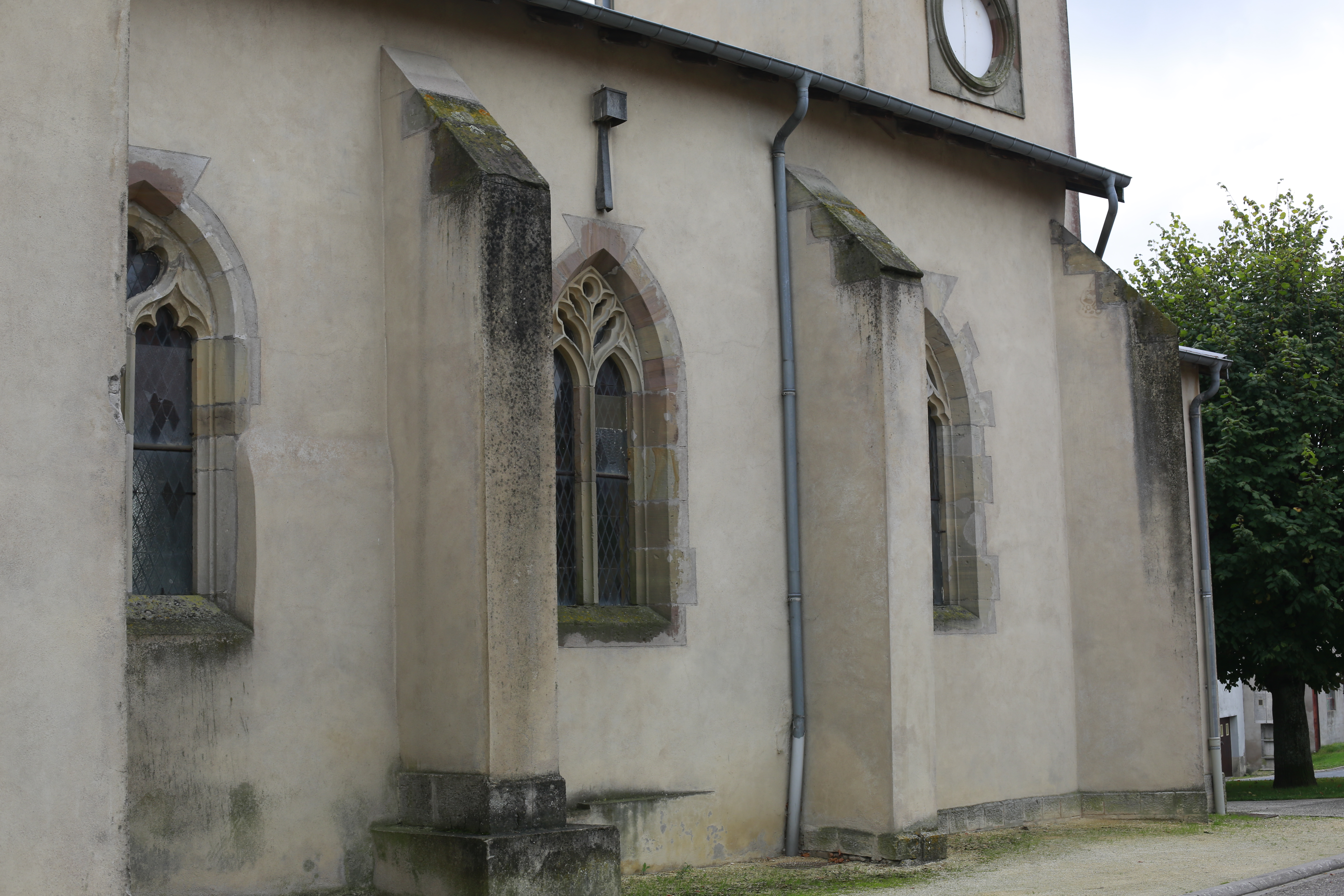
Nef de l'église Saint-Jean-Baptiste.

- Église Saint-Jean-Baptiste, élevée à la fin du XVe siècle. Fondation de la chapelle Notre-Dame-de-Pitié en 1489, puis par la suite de la chapelle de Sainte-Barbe. En 1846, érection du clocher. Toiture refaite après les dommages causés par la Première Guerre mondiale. Elle est inscrite monument historique par arrêté du 26 juin 1997, à l'exclusion du clocher[23].
- Chapelle du Souvenir (intérieur de la nécropole).
- Chapelle Notre-Dame-de-la-Délivrance lieu-dit du Mouton Noir.
- Ancien prieuré bénédictin à Léomont. Ferme occupant l'emplacement d'un ancien prieuré bénédictin, située à la cote 350. Elle a été le théâtre de violents combats et de bombardements du 23 août au 3 septembre 1914. Quelques pans de murs subsistent, entretenus jusqu'à présent par les anciens combattants[Note 5].

#### Le Léomont

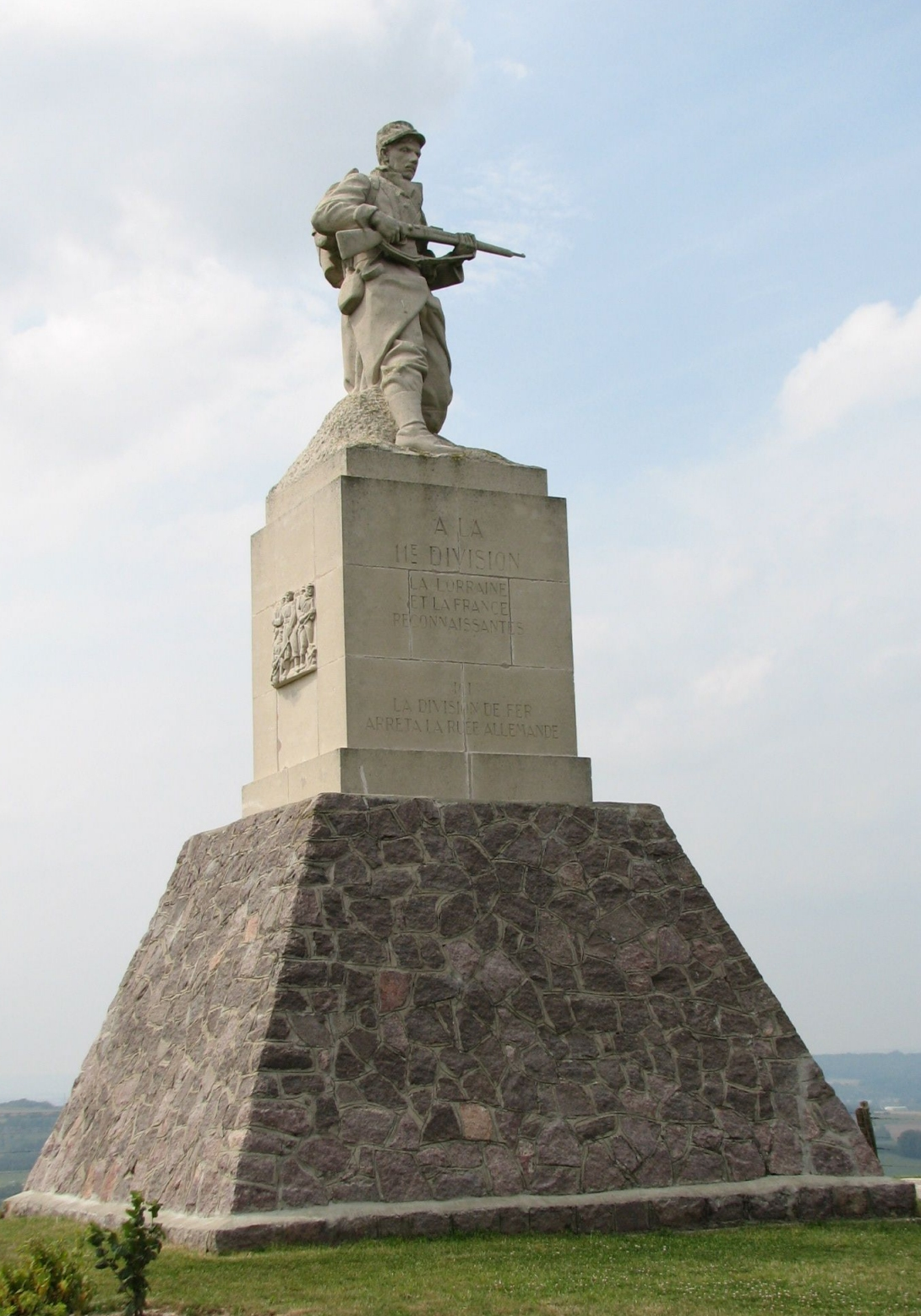
Gaston Broquet, Monument du Léomont (1922), sur la butte du Léomont.

La butte située au Léomont, ancienne commune appartenant désormais au territoire de Vitrimont, a d'abord porté un prieuré bénédictin dépendant de Senones, et transféré ensuite à Lunéville sous le nom de prieuré de Ménil. Les bâtiments qui l'abritaient sont ensuite devenus une ferme. Des ruines y sont encore visibles. Cet emplacement est classé au titre des monuments historiques depuis un arrêté du 1er mai 1922.

#### Monument du Léomont
La butte a aussi été le théâtre de violents combats lors de la Première Guerre mondiale (1914-1918) en raison de son importance stratégique. Un monument commémoratif à double piédestal y a été érigé. Il est surmonté d'une statue représentant un poilu, du sculpteur Gaston Broquet. Inaugurée le 18 juin 1922, elle fut détruite le 18 octobre 1940 par l'occupant nazi, puis restituée à l'identique après la Seconde Guerre mondiale, et inaugurée à nouveau le 8 octobre 1950. L'axe de cette statue constitue pour l'IGN un point géodésique d'ordre 3 dans le réseau NTF.

#### Nécropole nationale de Vitrimont-Friscati
Sur le lieu-dit du Mouton Noir, sur le territoire de la commune de Vitrimont, un cimetière provisoire a été construit par Marie-Marguerite Wibrotte sur un terrain privé durant la Première Guerre mondiale. D’août à septembre 1914, la bataille du Grand Couronné a eu lieu dans ce secteur. Marie-Marguerite Wibrotte, déléguée du Souvenir français et institutrice, travaillait à Lunéville durant la guerre. Dès le mois de septembre 1914, elle partait chaque matin avec un groupe d’enfants pour explorer les champs de bataille des environs où des soldats étaient tombés. Avec ses jeunes, Marie-Marguerite Wibrotte relevait des tombes et les fleurissait. Néanmoins, ses élèves trop faibles ne pouvaient pas effectuer le travail physique qu’elle aurait souhaité, notamment la ré-inhumation des combattants. Elle sollicita l’autorité militaire qui mit des soldats à sa disposition pour qu’elle puisse continuer la recherche et le réaménagement des tombes. Avec leur aide, elle créa le cimetière du Mouton Noir sur un terrain de 10 555 m2 qu’elle avait acheté en 1916. Cette ancienne ferme trouée par les obus fut alors transformée en nécropole, un chantier qui dura de 1916 à 1919. Marie-Marguerite Wibrotte légua le site au Souvenir français.
En 1918, la nécropole Friscati-Mouton noir regroupe les corps de 3 741 soldats français, victimes des combats de Vitrimont, du Léomont, de Crévic et de Bonviller. Parmi eux, 1 683 corps non identifiés sont répartis en trois ossuaires.
À la fin de la guerre, un projet de monument commémoratif est lancé. Il est construit par la maison Cuny-Manguin de Lunéville. En forme d’un arc triomphal entourant un poilu, il est inauguré le 11 septembre 1927 en présence de Marie-Marguerite Wibrotte et du ministre des Pensions, Louis Marin, les généraux Balfourier ancien commandant du 20e corps ; Penet, nouveau commandant du 20e corps ; de Pouydraguin qui commandait le 26e régiment d'infanterie en 1914 ; M. Michaud, sénateur, M. Mazéran, député ; M. Helle, président du Souvenir français ; le docteur Bichat, maire de lunéville ; M. Keller, ancien maire de lunéville. La chapelle du Souvenir, construite par Le Souvenir français à la mémoire des batailles de Léomont et de Lunéville, est érigée à côté du mémorial. Cette commémoration coïncidait avec le 13e anniversaire de la libération de Lunéville.
Au fil des années, la nécropole continue de s’agrandir.  En avril 1935, les sépultures situées dans plusieurs cimetières communaux environnants sont transférées dans le cimetière national de Friscati-Mouton noir. Des soldats tombés en 1940 y sont aussi enterrés.
L’Espace muséal Chaubet — nom d’un soldat du 81e RI disparu au cours de la bataille — est inauguré en juin 2007. Ce lieu, créé par la communauté de communes du Lunévillois et par Le Souvenir français, propose une reconstitution audio-visuelle de l’équipement du soldat français en août 1914 et retrace les combats du Léomont en situant leur importance dans les opérations militaires.
La nécropole nationale de Vitrimont-Friscati au lieu-dit du Mouton noir abrite les sépultures des soldats tombés au champ d'honneur pour la défense de Lunéville, ainsi que trois ossuaires.

### Héraldique, logotype et devise
| Blason de Vitrimont | Blason  | De gueules à trois chevrons d'or accompagnés de deux étoiles en chef et d'un croissant en pointe le tout d'argent, au chef d'azur chargé d'un lévrier d'argent, colleté de gueules.                                                                   |
| Blason de Vitrimont | Détails | Il s'agit des armes de la famille Le Prudhomme, seigneur de Vitrimont aux XVIIe et XVIIIe siècles. Les étoiles et le croissant indiquent que le prieuré de Léomont avait des biens dans la localité. Le statut officiel du blason reste à déterminer. |